# Matty Cash
Matthew Stuart Cash (Slough, 7 de agosto de 1997) é um futebolista inglês-polonês que joga como lateral-direito no Aston Villa, clube da Premier League, e da seleção polonesa.
Nascido na Inglaterra, Cash tem ascendência polonesa por parte de mãe. Ele recebeu seu passaporte polonês em outubro de 2021, qualificando-o para jogar pela seleção polonesa. Ele fez sua estreia no mês seguinte, e representou a seleção na Copa do Mundo FIFA de 2022.

## Carreira no clube

### Nottingham Forest
Ele experimentou seus primeiros jogos no futebol profissional por empréstimo no clube Dagenham & Redbridge da League Two, tendo se juntado a eles em 4 de março de 2016 por empréstimo de um mês. Ele marcou seu primeiro gol pelos Daggers na derrota por 3–1 para o Hartlepool United em 12 de março de 2016.
Em 5 de agosto de 2016, Cash assinou um contrato de três anos com Forest para mantê-lo no clube até 2019. Ele fez sua estreia no time um dia depois, começando com uma vitória por 4–3 sobre o Burton Albion. A forma de Cash no início da temporada rendeu-lhe elogios, com o ex-zagueiro do Forest, Kenny Burns, alegando que as atuações do meio-campista estavam "envergonhando" as de alguns dos jogadores mais experientes do Forest.
Cash voltou da lesão em 25 de novembro como substituto aos 79 minutos na derrota por 5–2 sobre o Barnsley em Oakwell. Três dias depois, Cash foi vinculado a uma transferência de £ 5 milhões para o Chelsea.Em 4 de janeiro de 2017, Cash foi objeto de uma oferta de £ 6 milhões do RB Leipzig, da Bundesliga. Tendo permanecido no Forest após o fechamento da janela de transferência de janeiro, Cash assinou um novo contrato em 3 de março de 2017 para estender seu contrato atual com o clube até 2021.
Uma lesão no ligamento do tornozelo sofrida durante um amistoso de pré-temporada com Girona privou Cash de começar a primeira partida da temporada 2017-18, com a lesão relatada para afastar o jogador por "cerca de três meses". Ele marcou seu primeiro gol pelo Forest na vitória por 5–2 no Queens Park Rangers em 24 de fevereiro de 2018.
Cash marcou o gol de abertura do Nottingham Forest na temporada 2019–20, em uma derrota por 2–1 contra o West Bromwich Albion. Durante a temporada, o gerente do Forest, Sabri Lamouchi, passou a utilizar Cash como lateral-direito, após as lesões de Tendayi Darikwa e posteriormente de Carl Jenkinson.
Em janeiro de 2020, vários clubes, incluindo Milan, Everton e West Ham, estavam interessados em contratar Cash. No entanto, Cash disse que deseja permanecer no Forest até o final da temporada na esperança de ajudar o time a garantir a promoção à Premier League. Ele citou Jack Grealish, do Aston Villa, como uma influência por trás dessa decisão.
Cash foi eleito o Jogador da Temporada do Forest pelos torcedores do clube em 12 de agosto de 2020.

### Aston Villa

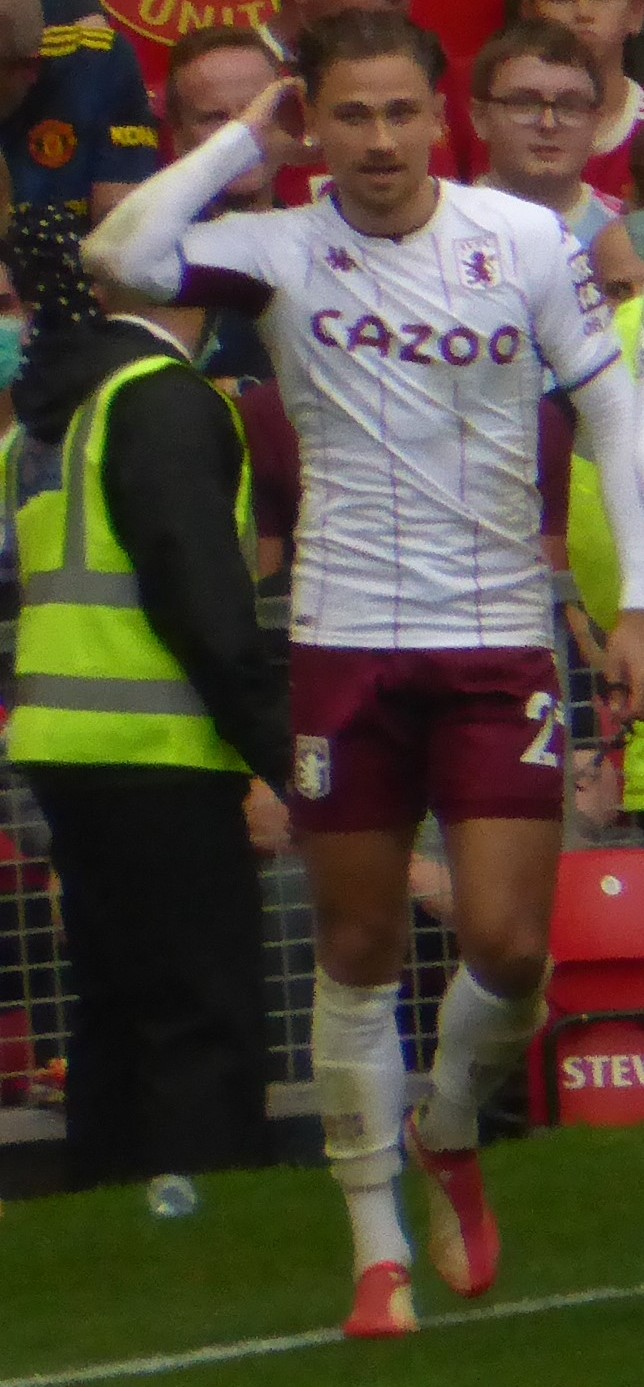
Cash com Villa em 2021

Em 3 de setembro de 2020, o Aston Villa anunciou a assinatura de Cash em um contrato de cinco anos por £ 14 milhões, subindo para £ 16 milhões. Cash fez sua estreia pelo clube em 21 de setembro de 2020, em uma vitória em casa por 1 a 0 contra o Sheffield United.
Em 18 de setembro de 2021, Cash marcou seu primeiro gol pelo Aston Villa na vitória por 3 a 0 da Premier League sobre o Everton. Em 26 de fevereiro de 2022, Cash marcou um remate de longa distância na vitória fora de casa sobre o Brighton & Hove Albion, que foi nomeado para o Gol do Mês da Premier League. Ele recebeu um cartão amarelo pela comemoração do gol, no qual Cash levantou a camisa para revelar uma mensagem de apoio ao companheiro de seleção da Polônia Tomasz Kędziora e sua família, que estavam em Kiev durante a invasão russa de 2022 na Ucrânia. Cash foi eleito o jogador do mês do Villa em março de 2022. Em 4 de abril de 2022, Cash assinou uma extensão de contrato de cinco anos com o Aston Villa.
Em 12 de maio de 2022, na premiação de fim de temporada do Aston Villa, Cash foi eleito o Jogador da Temporada do Villa na temporada 2021-22.

## Carreira internacional
Cash é descendente de poloneses por parte de mãe. Em setembro de 2021, Cash solicitou um passaporte polonês. Seu pedido de cidadania foi assinado em 26 de outubro de 2021 no prédio do governo da voivodia da Masóvia em Varsóvia. Em 1º de novembro, Cash foi convocado pela primeira vez para a seleção polonesa de futebol para as partidas de qualificação para a Copa do Mundo da FIFA 2022 contra Andorra e Hungria. Ele fez sua primeira aparição na vitória por 4–1 fora de casa contra Andorra em 12 de novembro. Em 11 de junho de 2022, Cash marcou seu primeiro gol internacional em um empate por 2–2 pela Liga das Nações da UEFA contra a Holanda.

## Vida pessoal
Cash é filho do ex-jogador de futebol profissional Stuart Cash. Cash cresceu em Iver trabalhando em uma filial da loja de departamentos Daniel antes de ingressar na academia Nottingham Forest.

## Estatísticas de carreira

### Clube
- Atualizado até 13 de Novembro de 2022

| Clube                             | Temporada | Liga           | Liga  | Liga | FA Cup | FA Cup | EFL Cup | EFL Cup | Outros | Outros | Total | Total |
| Clube                             | Temporada | Division       | Jogos | Gols | Jogos  | Gols   | Jogos   | Gols    | Jogos  | Gols   | Jogos | Gols  |
| --------------------------------- | --------- | -------------- | ----- | ---- | ------ | ------ | ------- | ------- | ------ | ------ | ----- | ----- |
| Nottingham Forest                 | 2015–16   | Championship   | 0     | 0    | 0      | 0      | 0       | 0       | —      | —      | 0     | 0     |
| Nottingham Forest                 | 2016–17   | Championship   | 28    | 0    | 1      | 0      | 1       | 0       | —      | —      | 30    | 0     |
| Nottingham Forest                 | 2017–18   | Championship   | 23    | 2    | 2      | 0      | 0       | 0       | —      | —      | 25    | 2     |
| Nottingham Forest                 | 2018–19   | Championship   | 36    | 6    | 1      | 0      | 4       | 2       | —      | —      | 41    | 8     |
| Nottingham Forest                 | 2019–20   | Championship   | 42    | 3    | 0      | 0      | 3       | 0       | —      | —      | 45    | 3     |
| Nottingham Forest                 | Total     | Total          | 129   | 11   | 4      | 0      | 8       | 2       | —      | —      | 141   | 13    |
| Dagenham & Redbridge (empréstimo) | 2015–16   | League Two     | 12    | 3    | 0      | 0      | 0       | 0       | 0      | 0      | 12    | 3     |
| Aston Villa                       | 2020–21   | Premier League | 28    | 0    | 0      | 0      | 0       | 0       | —      | —      | 28    | 0     |
| Aston Villa                       | 2021–22   | Premier League | 38    | 4    | 1      | 0      | 1       | 0       | —      | —      | 40    | 4     |
| Aston Villa                       | 2022–23   | Premier League | 13    | 0    | 0      | 0      | 1       | 0       | —      | —      | 14    | 0     |
| Aston Villa                       | Total     | Total          | 79    | 4    | 1      | 0      | 2       | 0       | 0      | 0      | 82    | 4     |
| Total                             | Total     | Total          | 220   | 17   | 5      | 0      | 10      | 2       | 0      | 0      | 234   | 20    |

### Internacional
- Atualizado até 26  de novembro de 2022[26]

| Seleção | Ano   | Jogos | gols |
| ------- | ----- | ----- | ---- |
| Polônia | 2021  | 2     | 0    |
| Polônia | 2022  | 7     | 1    |
| Total   | Total | 9     | 1    |

| N. | Encontro            | Local                     | Oponente | Pontuação | Resultado | Concorrência                         | Ref.   |
| -- | ------------------- | ------------------------- | -------- | --------- | --------- | ------------------------------------ | ------ |
| 1  | 11 de junho de 2022 | De Kuip, Roterdã, Holanda | Holanda  | 1–0       | 2–2       | Liga das Nações A da UEFA de 2022–23 | [ 23 ] |

## Premiações
Individual
- Nottingham Forest Jogador da Temporada 2019–20[27]
- Jogador da temporada 2021–22 do Aston Villa[28]